# 贝斯特拉亚河 (北顿涅茨河)
貝斯特拉亞河是俄羅斯的河流，由羅斯托夫州負責管轄，屬於北頓涅茨河的左支流，河道全長218公里，流域面積4,180平方公里，河水主要來自融雪，河畔城鎮有莫羅佐夫斯克。